# San Gaetano-szobor (Nápoly)
A San Gaetano-szobor a San Gaetano téren, Nápoly történelmi óvárosa közepén, a San Lorenzo Maggiore templom közelében áll. A 18. században készült szobrot az 1656-os pestisjárvány emlékére emelt oszlop tetejére helyezték. 